# علي حسن إبراهيم
علي حسن إبراهيم (مواليد 1993 - توفي 18 يناير 2015) كان قائد في حزب الله قتل في عام 2015 في مرتفعات الجولان التي تحتلها إسرائيل في محافظة القنيطرة في سوريا خلال الحرب الأهلية السورية من قبل إسرائيل.

## السيرة الذاتية
علي حسن إبراهيم المعروف أيضا باسم إيهاب كان يبلغ من العمر 21 عاما من بلدة يحمر في جنوب لبنان. في طفولته قتل والده في العملية البحرية التي قامت بها المقاومة الإسلامية ضد العدو الصهيوني في الناقورة في عام 1994. منذ وفاة والده نشأ علي حسن إبراهيم في مؤسسة الشهيد ثم انتمى لكشاف الإمام المهدي. انضم إلى حزب الله في سن 15 عاما. كان قائد ميداني من حزب الله وهو أدنى مستوى من المسئولين عن وحدات أصغر أو مناطق جغرافية في مرتفعات الجولان.

## الاغتيال
في عام 2015 بعد أيام من إعلان حسن نصر الله أن العدوان الجوي الإسرائيلي على سوريا يعني أن الجمهورية العربية السورية وحلفائها لهم الحق في الرد لذا قامت مروحية إسرائيلية بتفجير علي حسن إبراهيم وخمسة من قادة حزب الله الآخرين بمن فيهم جهاد عماد مغنية ومحمد عيسى في محافظة القنيطرة. كانوا يقودون قافلة في محافظة القنيطرة إلى جانب قوات حرس الثورة الإسلامية الإيراني بالقرب من مرتفعات الجولان التي تحتلها إسرائيل، في 18 يناير 2015 دمرت المروحية الإسرائيلية القافلة.